# Vasaces de Siània
Vasaces de Siània (en armeni Վասակ Սյունի) va ser príncep hereditari de Siània (entre els anys 430 i 452) i marzban (governador) d'Armènia de l'any 442 al 452.

## Biografia

### Marzban persa d'Armènia
En una data incerta però posterior al 409, potser el 430 va succeir com a príncep de Siània a Valinak i va aconseguir el favor reial, i el 442, a la mort del marzban Veh-Mihr-Shapur d'Armènia, el va substituir.
L'any 428, a petició dels nakharark d'Armènia, el rei sassànida Bahram V havia decidit deposar el rei Artaxes IV d'Armènia, abolir la monarquia arsàcida i convertir el país en una província persa. Va nomenar Veh-Mihr-Shapur primer marzban. Els nakharark armenis Isaac II Bagratuní, Vasaces de Siània, Vardanes II Mamiconi i Mershapuh dels Arzerunis van conservar un lloc important en els afers del país. Quan Veh-Mihr-Shapur va morir, Vasaces el va substituir.
L'any 444 va morir el Catolicós d'Armènia Surmak i el va succeir Hovsep I de Holotsim, que quatre anys abans havia ocupat el lloc de Mesrop com a bisbe i cap espiritual, i que el marzban Vasaces havia recomanat.
El seu gendre Varazvahan tractava molt malament a la seva dona i això va deteriorar les seves relacions amb Vasaces que va mirar d'eliminar-lo. Varazvahan va fugir a Pèrsia on es va convertir al mazdeisme, i des d'allà va instigar al rei persa Isdigerdes II (439-457) i al seu ministre l'integrista Mihr-Narse, a la persecució dels cristians. Les primeres víctimes sembla que van ser els contingents armenis que van participar en les guerres contra els kidarites i heftalites, successors dels kuixans, i estaven reunits a Ariana (Herat). L'any 449 el rei va emetre un edicte general de persecució, on s'exigia als armenis de convertir-se. Els nakharark i el patriarca Hovsep van rebutjar la conversió. Vasaces va ser cridat a la cort junt amb els principals nakharark, entre ells Atxutxa, bdeachkh (senyor de frontera) de Gugarq, així com prínceps d'Ibèria i els caps dels Aghuans. Se'ls va exigir unes pregàries en direcció al sol dirigides als principals deus del panteó mazdeista: Zurvan, Ohmard, Mihr (el sol), Adhur (el foc) i Bedukht (Den Mazdayasr, és a dir la religió mazdeista en forma humana) i els nakharark van haver d'accedir, assistits pels clergues mazdeistes maghan (magus) i mobadhs (prelats) que els acompanyarien de tornada per convertir al poble. Però al cap de poc d'arribar a Armènia i començar les predicacions i les construccions de temples, el poble es va aixecar a Ingilena, instigat pels bisbes, segurament a finals del 449, i la revolta es va estendre a altres districtes però no va ser general.
El net de l'antic patriarca sant Isaac, Vardanes II Mamiconi, va anar a l'Imperi Romà d'Orient, però quan estava de camí Vasaces el va fer cridar. Vahan Amatuni li demanava que agafés la direcció de la revolta que Vasaces no podia agafar perquè tenia dos fills com a ostatges. Finalment Vardan va anar a Ingilena on es va decidir a encapçalar la revolta. Les forces dels nakharark que es van unir a la rebel·lió es van concentrar a Shahapivan. Vasaces va quedar sorprès per l'amplada de l'aixecament, i es va veure forçat a unir-se als revoltats. Els magus van ser arrestats arreu i molts executats i es va sorprendre a les guarnicions perses, a les que es va massacrar. Entre les ciutats preses pels rebels hi havia Artàxata, Oixakan, Van i d'altres.
Els perses van reaccionar i un exèrcit que estava a la regió de Derbent lluitant contra els huns es va desplaçar cap Armènia i es va acantonar a Aghuània, a la frontera amb terres armènies. Per la seva banda els rebels van demanar ajuda a l'Imperi Romà d'Orient on Marcià acabava de succeir a Teodosi II. Però Marcià, sota consell del cap de la milícia d'orient, Anatol, i del comites d'orient (amb seu a Antioquia) Florentius, va preferir mantenir la neutralitat, enfrontat com estava als huns (acampats a Hongria i Romania).
Els rebels es van organitzar en tres exèrcits: el primer a les ordres de Nershapuh Remposian, s'encarregaria de defensar el sud-est (districtes d'Her i Zaravand); el segon, sota ordres de Vardanes II Mamiconi, el nord-est, a tocar d'Aghuània; i el tercer va quedar a les ordres de Vasaces de Siània. Les forces d'aquest últim estaven formades pels nakharar més indecisos, els Bagratuní, Korkhoruni, Apahuní, Vahevuní, Paluni, Gabelian i Urtzetsi.
Els perses van entrar al país creuant el Kura i van acampar a la riba del Khalkhal, encara a l'Aghuània. Allí els va atacar Vardan que els va derrotar. Vardan va perseguir els perses fins a Derbent, d'on va expulsar la guarnició persa, i que després va entregar als aghuans. Van signar tractat d'amistat amb els huns que dominaven des del Caucas a La Gàl·lia.
Però mentre Vasaces va trair els rebels amb una part de la noblesa i va fer ostatges entre les cases més hostils, com els Mamiconis i els Camsaracans, ostatges que va tancar en alguna fortalesa de Siània. Vasaces dominava Garni (prop d'Erevan), Oshakan, Armavir i Artàxata
En tornar Vardanes, Vasaces va evacuar la regió que dominava, bàsicament l'Airarat, i es va retirar a la Siània, que l'any següent, el 451, Vardan va envair. Vasaces va passar a Pèrsia. Es va entrevistar amb Yadzgard II de Pèrsia i va aconseguir un edicte de tolerància i una amnistia pels rebels, i així va tornar a Armènia on molts nakharark es van passar al seu bàndol (Reixtuní, Korkhoruni, Vahevuní, Bagratuní, Apahuní, Gabelian, Urtzetsi, Paluni i Amatuní).
Els perses però no van tardar a enviar un exèrcit a Armènia, al maig del 451, per liquidar als rebels de Vardan II. Van travessar el Kura i van entrar a Phaitakaran, encara en territori d'Aghuània. Vardan va donar la direcció de les famílies traïdores a germans, fills o nebots que estaven disposats a seguir-lo. Els perses van passar poc després a territori armeni pel sud-est, districtes d'Her i Zarevand. Vardan els va sortir a l'encontre i la batalla decisiva es va lliurar a la vora del Artaz, prop de la vila d'Avarair el 2 de juny de 451. A la batalla, que els perses van guanyar, va morir Vardanes. Vasaces, que participà en el costat persa, es va proposar al final de la batalla com a mediador per posar fi a la lluita.
La resistència es va desenvolupar a les muntanyes sobretot a Khaltiq (a l'oest de la Còlquida), al Timoriq, al Artsakh i sobretot al Taik, a tocar de territori de l'Imperi Romà d'Orient, i on secretament arribava ajuda dels romans d'orient. Maitse Mamiconi, germà de Vardan II, acabava de tornar de Constantinoble i es trobava a Taik, on va assumir la direcció de la rebel·lió local junt amb Arten Kabelian i Vaz-Shapuh Paluni, però va morir en un combat contra tropes de Vasaces prop d'un llogaret anomenat Ordtxenhal (potser Artanudj) entre Taik i la Klardjètia.

### Pèrdua del poder
Veient impossible eliminar el cristianisme d'Armènia i també la transacció amb els nakharark rebels, el rei Isdegerd II de Pèrsia va destituir Vasaces (potser el 452) i va nomenar al seu lloc a un iranià de nom Adhur-Hormidz, conegut a les cròniques armènies con Adrormizd.
El 452 Vasaces va enviar al marzban els seus ostatges religiosos: el patriarca Hovsep d'Holotzim, el bisbe Leonci (Levond), i dos bisbes de la regió d'Aratz de noms Samuel i Abraham, que tenia presoners en un dels seus castells de Siània, i als joves prínceps de les cases de Mamiconi i Camsaracans que tenia com a ostatges els va enviar a Pèrsia.

### Mort
El nou marzban va enviar les queixes dels bisbes i dels nobles a la cort de Pèrsia amb una delegació de nobles. Precisament allí havia anat Vasaces de Siània esperant rebre la corona d'Armènia. Els nobles el van acusar d'haver pactat amb ells secretament, d'haver pactat amb els huns i d'altres infidelitats al rei. El rei Isdigerdes III el va fer empresonar i el va tancar a una masmorra insalubre on va morir ràpidament. La Siània va ser entregada l'any 452 al seu gendre, Varaz-Vahan (o Varazvahan 452-460), fanàtic mazdeista. Vasaces va deixar dos fills Bagben i Bakur, i una femella que era la dona del nou rei de Siània, Varazvahan.